# Moukhtar Hassan Mahamat
 (mai 2017).
Si vous disposez d'ouvrages ou d'articles de référence ou si vous connaissez des sites web de qualité traitant du thème abordé ici, merci de compléter l'article en donnant les références utiles à sa vérifiabilité et en les liant à la section « Notes et références ».
Moukhtar Hassan Mahamat est un officier tchadien mort en juin 2008 à Am Zoer (Tchad). Il a été l'un des premiers militaires à participer à la création de l'Union démocratique pour le changement (UDC).

## Carrière militaire
Ancien responsable militaire du RFC, il rejoint Abderaman Koulamallah à la tête d'un groupe de militaires et devient l'un des artisans de la mise sur pied de l'État-major de l'UDC. Il est également le chef d’État-major adjoint de l'UDC et meurt lors de la bataille d'Am Zoer en 18 juin 2008.